# 北畠顕家上奏文
『北畠顕家上奏文』（きたばたけあきいえじょうそうぶん）は、南北朝時代、南朝公卿・鎮守府大将軍の北畠顕家が後醍醐天皇に上奏した文。『顕家諫奏』（あきいえかんそう）とも。延元3年/暦応元年5月15日（1338年6月3日）跋で、顕家が石津の戦いで室町幕府執事高師直に敗れ戦死する一週間前に当たる。建武政権・南朝の政治における問題点を諫めたもので、文章の悲壮美と父の北畠親房を髣髴とさせる鋭敏な議論を併せ持つことから、南北朝時代を代表する政治思想文とされる。内容は、特に人事政策（例えば恩賞として官位を与える政策）に対する批判が現存箇所の半分近くを占め、その他では首都一極集中を批判し地方分権制を勧める条項が重要である。現存文書は『醍醐寺文書』に含まれ、原本ではなく草稿をさらに応永（1394–1428年）初頭頃に写したものと思われるが、前半部に欠損があり、7条と跋文のみが残る（うち1条は断片）。

## 概要

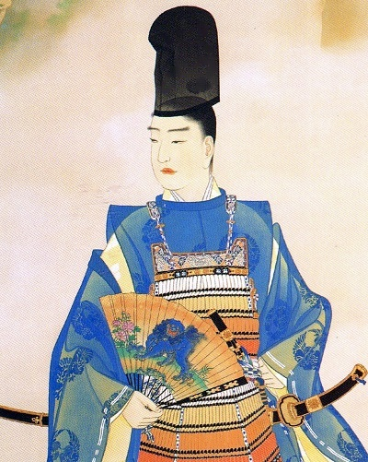
北畠顕家（霊山神社蔵）

後醍醐天皇側近の歴史家・公卿北畠親房の子の顕家は、「早熟の天才」ぶりによって10代で奥州（東北）を統括する建武政権・南朝の陸奥将軍府の長となり、北条氏残党の鎮圧や足利氏との戦い建武の乱で活躍。南北朝の内乱でも、延元2年/建武4年（1337年）、後醍醐天皇や当時伊勢国（三重県）にいた父の要請によって、建武の乱に続き二度目の遠征軍を起こして鎌倉を再制圧、さらに西進して美濃国（岐阜県）青野原の戦いで北朝・幕府軍を破った。しかし、京への直進路を阻まれ、父のいる伊勢経由で迂回し畿内に入るも、既に長征によって顕家の軍は疲弊しており、延元3年/暦応元年5月22日（1338年6月10日）、石津の戦いで幕府執事高師直に敗れ、満20歳で戦死した。『北畠顕家上奏文』は、その丁度一週間前の5月15日（西暦6月3日）に書かれた文書である。
その内容は、後醍醐天皇に対し、建武政権・南朝の政治における問題点を大胆にも手厳しく諫言したものである。直後に著者本人が大軍を相手に戦死する歴史的事実も絡め、悲壮な決意や憂国の情感を読み手の心に刻む美文とされる。それだけではなく、後醍醐天皇の政治がどのようなものであったか、同時代人、特に貴族社会・知識層の代表者たちはどのような受け止め方をしていたか、といった点を知る簡潔な手がかりになることから、落書の最高傑作『二条河原の落書』と並ぶ歴史的価値を持つ史料である。また、父の親房はこの翌年に歴史書『神皇正統記』を執筆するが、『神皇正統記』との文体・思想の共通点も指摘されている。現存する文書は、顕家の叔父で真言宗醍醐派の高僧金剛王院実助が何らかの形で草稿を入手し、それが応永（1394–1428年）初頭に書き写されたものが醍醐寺に残ったと思われる（『醍醐寺文書』）。7条と跋文が残る（うち1条は断片）が、最初の条の一部とそれより前が欠けているため、本来の条数は不明である。
内容について深く見ると、それぞれ「地方分権制推進」「租税を下げ贅沢を止めること」「恩賞として官位を与える新政策の停止」「公卿・殿上人・仏僧への恩恵は天皇個人への忠誠心ではなく職務への忠誠心によって公平に配分すること」「たとえ京都を奪還できたとしても行幸・酒宴は控えること」「法令改革の頻度を下げること」「佞臣の排除」といったことを主張している。このうち現存第1条の「地方分権推進」は、建武政権・南朝の統治機構へ言及したものとして、特に注目される。残る6条のうち約半分が後醍醐天皇の人事政策への不満に集中していることも特徴である。
1910年代、黒板勝美が『醍醐寺文書』の中から発見し、1929年ごろに広く紹介したのが本文書の研究の嚆矢である。その後、1960年代に、佐藤進一によって後醍醐天皇が宋朝の皇帝を模倣した非現実的な独裁君主であったとする学説が主流になって以降、顕家の諫言は後醍醐天皇の「失政」を的確に突いたものであると評価されてきた。しかし、1990年代末以降は、後醍醐天皇を現実的な為政者であったと再評価する流れも存在し、顕家の政治批判に対し、個々の論点の解釈・妥当性については疑問を示す研究者（亀田俊和など）もいる。

## 発見までの経緯

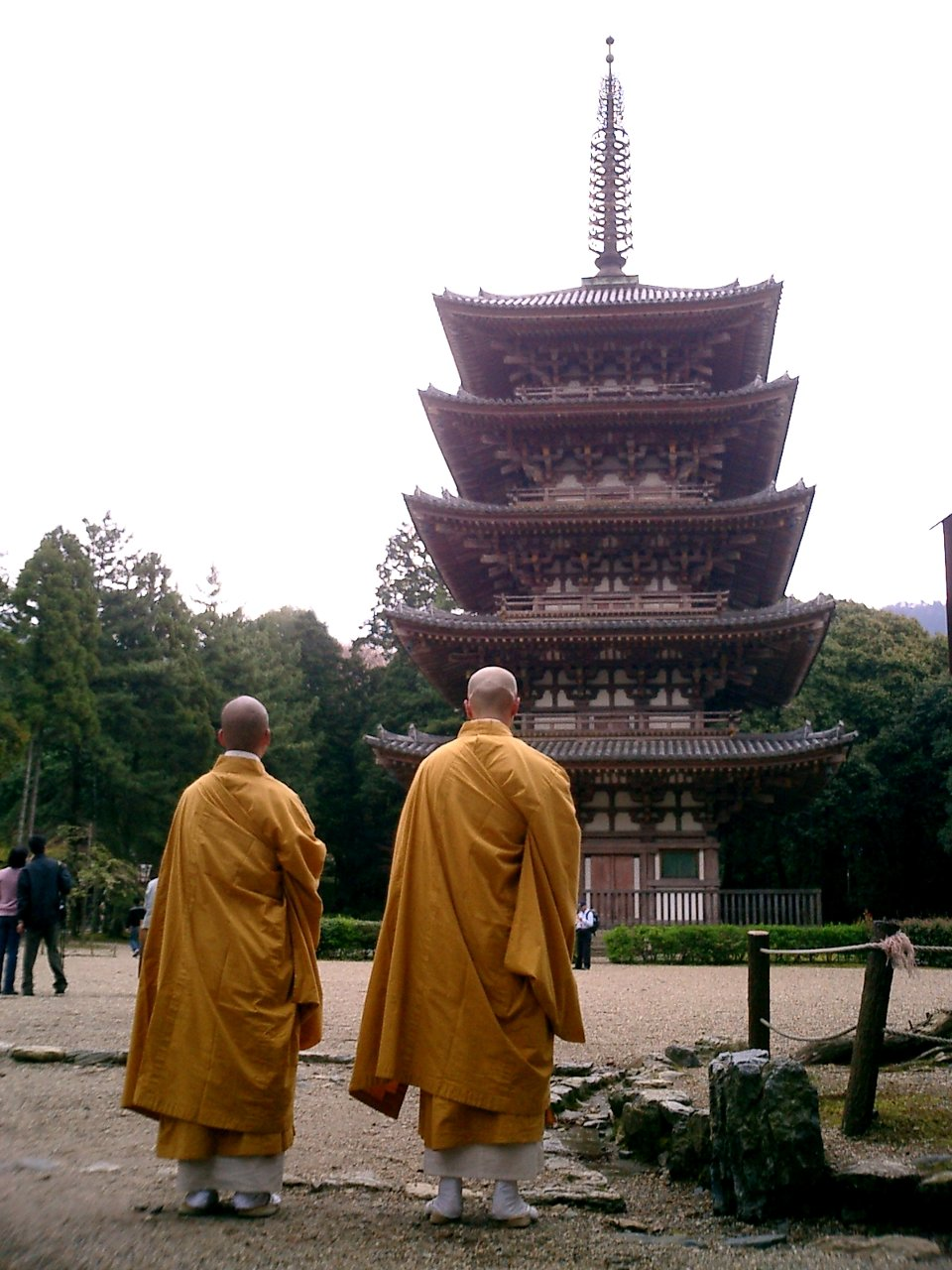
真言宗醍醐派総本山醍醐寺。

北畠顕家が活動していた頃、顕家の叔父に醍醐寺高僧の金剛王院実助という者がいた。この人物に対し顕家が戦死前に原案を見せたものが書き写されたのか、あるいは実助が正平の一統の頃（正平6年/観応2年（1351年）ごろ）に南朝に移った時に親房に見せて貰ったか、といった経緯で、顕家の上奏文の写しが醍醐寺に残ったと考えられる。現在残る写本は、書風からして、実助のものをさらに応永（1394–1428年）初頭に誰かが書き写したものではないかと推測される。
その後、黒板勝美の回顧によれば、黒板が1910年代に醍醐寺の文献調査（『醍醐寺文書』）をしていたときに、その中から偶然発見したものであるという。それから、黒板自身で文書を独占して研究するよりは、他の研究者が自由に研究できるように、『醍醐文書』などの古文献の内容を容易に利用できるような環境を整えることに努めてきたが、藤田による簡単な講演等を除けば、十数年間、顕家の上奏文を詳細に研究する者が現れなかった。昭和4年（1929年）、この状況を遺憾に思ったので、醍醐寺展覧会の監修のついでに、初めてこの本格的な講義（『歴史地理』所載『北畠顕家の上奏文に就いて』）を行うことにしたのだ、と述べている。
なお、失われた原本については、書き上げられてから死までの一週間の間に、吉野行宮で直接顕家によって上奏されたのではないか、という推定がされている。『保暦間記』によれば、顕家は遠征の途上に吉野行宮に立ち寄ったとあり、黒板は、『保暦間記』は必ずしも常に信用のおける歴史書ではないが、時代が近い部分に関しては正確な場合も多いし、『北畠顕家上奏文』はその内容からして代理人ではなく本人が捧げるべき性質の文書であるから、おそらく『保暦間記』の記述は正しく、この時に顕家自身が後醍醐天皇に拝謁して直に上奏したのではないか、という。

## 解釈・評価
20世紀前半の研究者黒板勝美は、書かれた時点の状況について「顕家の悲壮なる最意期が我々の心を強く打つ」と述べ、内容について「総て如何にも堂々たる、如何にも正理正論と云ふものを何処迄も押して行く」と評し、歴史的価値については、醍醐寺の国宝『過去現在因果経』よりもありがたいもの、と絶賛した。また、父の親房とは思想・文体ともに多くの共通点が見られることを指摘している。現存第2・5条の、後醍醐天皇の奢侈を批難する条項については、現況への直ちな改善案というよりは、京都奪還を前提とする未来を視野に入れた志を述べたものではないか、としている。
20世紀後半の研究者佐藤進一は、「憂国の至情を吐露した名文といわれている」と述べ、『二条河原の落書』と並ぶ率直な建武政権批判であり、現代の我々がどのように建武新政を評価すべきか考える上で、最も重要な資料の一つであると評価した。特に、顕家が人事制度に多く批判を述べていることを指摘し、後醍醐天皇が旧来の体制を一方的に破壊する非現実的な絶対的専制君主であったとする佐藤独自の観点から、北畠顕家は、家格門閥の維持が重要であり、律令制以来の天皇と貴族が互いに牽制し合う状況こそが政治に不可欠であると警告したのではないか、と解釈した。
21世紀初頭の研究者亀田俊和は、建武政権は鎌倉後期の政治体制を基盤として発展し、その改革事業も情勢を見据えた現実的な施策だったと主張しており、顕家の建武政権批判については、部分的には同意するものの、全面的な賛成はしていない。亀田は、現存第2・5条といった、後醍醐天皇の奢侈を糾弾する条項については、顕家に同意する。しかし、現存第1条（地方分権制の強化）については、後醍醐天皇は顕家が勧めた施策を既に積極的に行っており、しかも建武の乱の九州での敗因についても顕家の分析は余り正しくはないことから、顕家の批判は的外れであると評した。また、現存第5条（度重なる法令改革を戒める）については、建武政権の法令改革がその直後に混乱を招いたこと自体は同意するものの、後進の室町幕府や南朝の法制度の元になったことを指摘し、その歴史的意義については好意的に見ている。その他の条項について見ると、現存第3・4・7条に人事政策関連の不満があり、同様の趣旨は父の著作にも見られることから、保守的公家層の一員として、後醍醐天皇の先進的なシステムを受け入れられなかったのではないか、とした。

## 各条項の内容と解釈・評価

### 1. （条項名欠、地方分権制を薦めるもの）
現存第1状は最初の部分が欠けているが、大意をつかめる程度には文書が残存している。
この条項で、顕家は地方分権制を献策する。顕家によれば、いま奥州（東北）がある程度治まっているのは建武政権がいちはやく陸奥将軍府を置いた効能であるという。ところが、建武政権ではこの政策が徹底されず、建武の乱の際には、九州に人がいなかったので、そこで尊氏が再起して（多々良浜の戦い）、乱に負けてしまったのだ、と後醍醐天皇の地方分権策の手落ちを批難する。さらに、顕家は、今後は、顕家自身の統治する奥州だけでなく、西府（九州）・東関（関東）・山陽・北陸と、（奥州を含めて）計5つの地方に半独立の地方政権を立てて、それぞれに大将を送るべきである、と主張した。
黒板勝美は、この条項が現存部分では最も重要な箇所であると評価した。また、顕家が当時数え21歳（満20歳）に過ぎないことを指摘し、どちらかといえばこの意見は半ば父の親房の意見なのではないか、これを遡る2年前、九州に南朝征西将軍府が立てられたのも、顕家というより重鎮の親房の意見が後醍醐天皇に影響したのではないか、と推測した。その一方、顕家は若くして老熟した人だから、仮にもし顕家独自の発想であったとしても驚きはない、と述べている。
亀田俊和は、後醍醐天皇はそもそも地方統治機関を置くことに積極的だったことを指摘し（現に陸奥将軍府を設置したのは後醍醐天皇である）、後醍醐天皇と顕家にそう大きな思想の違いがあったとは思われない、と述べる。また、佐藤進一より後の研究では足利尊氏が鎮西指揮権（九州での指揮権）を有していたことがわかっており
、建武政権が危機に陥ったのは、九州に人が置かれなかったからではなく、逆にその九州方面での大将が寝返ったから（地方分権制の弊害の一つ）なのだから、顕家の批判は的を射ていない。以上から、亀田は「顕家がこれで後醍醐を責めるのは少々酷というか的外れであろう」と評した。

### 2. 諸国の租税を免じ、倹約を専らにせらるべき事
現存第2条は、「可被免諸国租税専倹約事」（「諸国の租税を免じ、倹約を専（もっぱ）らにせらるべき事」）で、諸国の租税を免じて、つとめて倹約するべきことを主張している。
この条項では、戦争によって民が重税に苦しんでいるので、奢侈を断ち、（3年のあいだ課税・労役を止めたという）仁徳天皇の事績に従えば、（当時理想の聖君と考えられていた）醍醐天皇のような威徳を得ることができ、敵もみな帰服して戦乱が終わるだろう、と説いている。また、謀反人（北条氏など）から没収した土地に新しく補任した地頭に対する賦課も減免せよ、と説く。
建武の新政では、元弘の乱直後にもかかわらず大内裏の造営計画が進められており、顕家にはこの事業に伴う多額の支出と増税が念頭にあったと考えられる。亀田俊和は、巨大建造物で権威を誇示するというのはどの政権も行っていることで、造営計画そのものが間違っているとは思わないが、戦争の疲弊が回復しきっていないあの時点で行うのは悪手であった、と顕家に同意している。
また、「新しい地頭への賦課」について、佐藤進一は建武元年（1334年）5月の農民から東寺への訴状を関連文書に挙げた。この訴状によれば、ようやく北条氏の圧政から解放されると期待していたのに、建武の新政では逆に東寺から新しい年貢が賦課されてしまった、という。農民の批判は直接には東寺に向けられているが、佐藤は、この新しい年貢は東寺だけの裁量ではなく、建武政権も一枚噛んでいたのではないか、と推測している。
この他にも、軍記物『太平記』の物語では、建武政権で公卿たちが驕り高ぶって贅沢をした様子が描かれている。黒板勝美は、『太平記』には大幅な誇張表現があるだろうとしつつも、顕家がここまで批判するからには、ある程度までは事実だったのだろう、としている。
しかしながら、建武政権時代ならばともかく、既に吉野の山奥でほそぼそと暮らす南朝に、はたして倹約が必要とされるほどの奢侈を行えたのか疑問である。黒板の指摘では、この条項は、後段の行幸宴飲を戒める条項（5. 臨時の行幸及び宴飲を閲かるべき事）と同様、南朝の現況に対する改善案というよりは、京都を奪還できた後の未来を視野に入れた志を述べたものではないか、という。

### 3. 官爵の登用を重んぜらるべき事

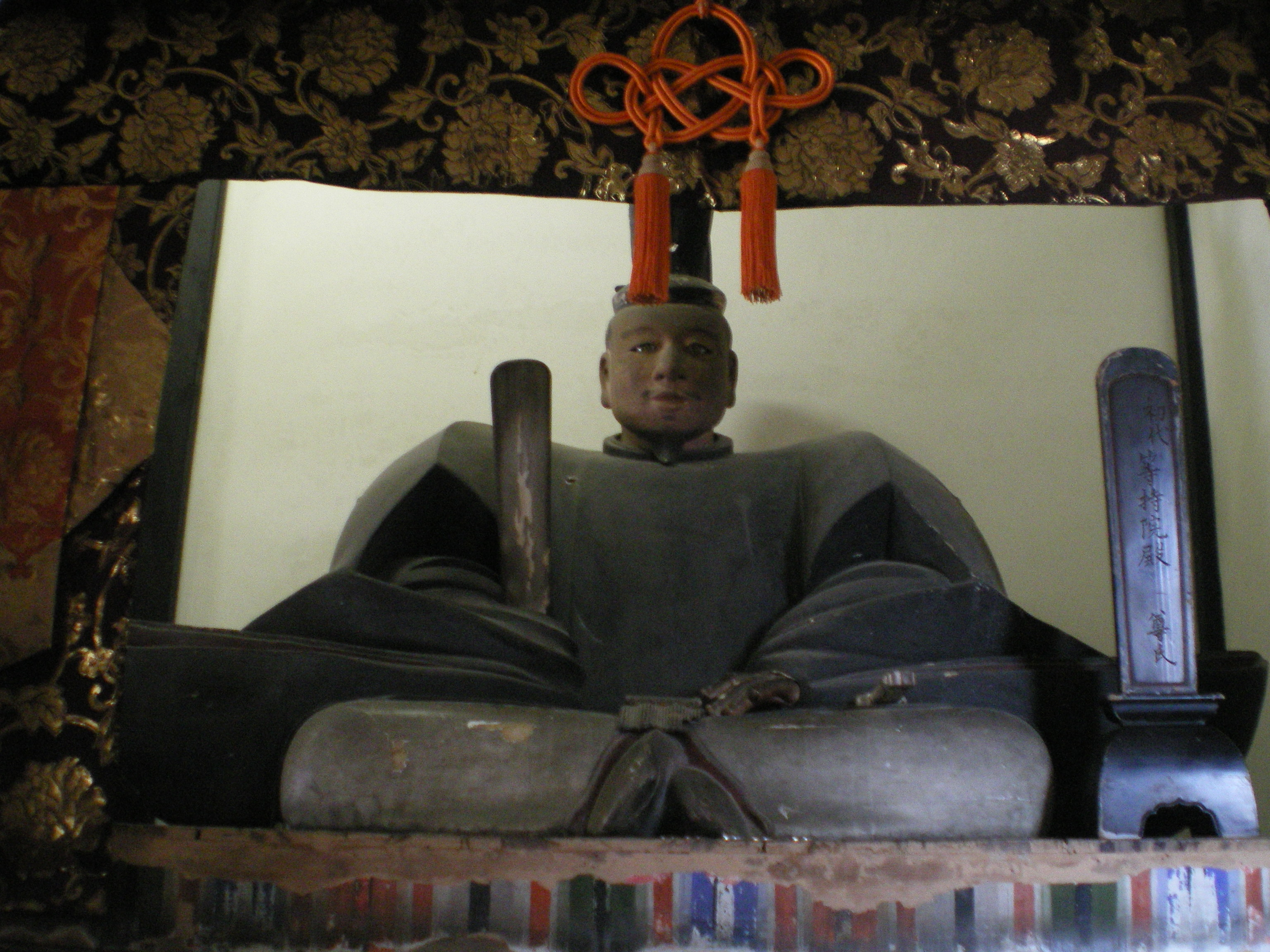
足利尊氏木像（等持院）。後醍醐天皇の寵愛を受け、建武政権では恩賞として天皇の諱（本名）の一字「尊」と従二位参議鎮守府将軍（のち征東将軍）の官位を得た。

現存第3条は、「可被重官爵登用事」（「官爵の登用を重んぜらるべき事」）で、官爵の登用を慎重に行うべきことを主張している。
この条項で、顕家の思想に特徴的なのは、「能力」と「成果」を切り分け、おのおのの長所を混同せず、別の種類の報奨である「官位」と「恩賞」をそれぞれ与えよ、と考えていたことである。つまり、能力のある人には官位を与えて朝廷に任官登用し、たまたま成果はあげたものの能力はそれほどでもない人物には土地と俸禄を恩賞として与えよ、官位と恩賞は同列に扱ってはならない、と指摘している。
重ねて、近年、資格のない成り上がり者や武士が文官になることを許されているが、これは国家の乱れのもとである、とも警告している。顕家は自身が敵対視する「成果は上げたが官人としての才能はない人物」の具体名を列挙していないが、足利尊氏は無論、元弘の乱の成果で高い官職を得た左中将新田義貞や、後醍醐天皇の寵臣「三木一草」（結城親光・名和長年・楠木正成・千種忠顕）らを含め、本質的には元弘の乱の功績によって建武政権で官位を得た全ての人間が、顕家の批判対象であったろう。父の北畠親房も顕家と同様、『神皇正統記』で、後醍醐天皇が「恩賞としての官位」政策を押し進め尊氏に（従二位参議など）きわめて高い官位を与えたことを批難している。ただし、現実の施策上は、親房自身、その後半生では、武士からの求心力を集めるために「恩賞としての官位」を最も積極的に配布した人物の一人となっている。

### 4. 月卿雲客僧侶等の朝恩を定めらるべき事
現存第4条は、「可被定月卿雲客僧侶等朝恩事」（「月卿雲客僧侶等の朝恩を定めらるべき事」）で、公卿・殿上人・仏僧への恩恵を公平にすべきことを主張している。
また、この条項では、公卿と言えども、天皇の側に侍っておべっかを使うだけではなく、実際に働いて自身の職分をこなすべきである、と意見する。同様の、高位の者には格式と能力の両方が求められるとする思想は、親房の『神皇正統記』にも見られる。
その他、貴族・僧侶に対しては国衙領や荘園を与え、功績のある武士に対しては元弘の乱での謀反人（北条氏ら）から没収した地頭職を与えるべきである、とも説く。かつては、両者が厳密に区分されていたのだが、建武政権では例えば東寺に対し若狭国多良荘の地頭職が与えられるなど、境が曖昧となっていた。
また、累代の貴族で不忠な者は確かに憎むべきものではあるが、その官職や所領を没収して武士の恩賞に充てがったのでは、有職故実を知り朝儀を守る者がいなくなってしまうのではないか、陛下個人への忠心ではなく、公務への忠心で功を考えるべきではないか、とも警告する。原文では、不忠の貴族への寛容な対応を意図しているが、佐藤進一はこれを後醍醐天皇が行った（と佐藤が唱える）「官司請負制破壊」政策と結びつけ、貴族累代の特権を奪うのは後醍醐天皇の一般的な傾向であるのではないかと議論した。

### 5. 臨時の行幸及び宴飲を閲かるべき事
現存第5条は、「可被閲臨時行幸及宴飲之事」（「臨時の行幸及び宴飲を閲（さしお）かるべき事」）で、（仮にもし京都を奪還し日本を統一できたならばその後の）臨時の行幸及び酒宴は止めるべきことを主張している。
「行幸はそのたびに、官吏が古式通りの威儀振る舞いをしなければならないため、多大な費用がかかる。ましてや、酒宴は鴆毒（ちんどく、猛毒）として古代中国の聖天子たちも戒めたところである。仮にもし京都を奪還することができたならば、そのときは臨時の行幸や長夜の酒宴は一切止めて頂きたい。（『漢書』に曰く）前車の覆るを後乗の師と為せ、というが、あらゆる民の願いがここにあることは明白である」と説く。「前車」（前の戦車）とは直接には奢侈で滅んだ中国の諸王朝を指すが、暗に建武政権のことを指すとも考えられ、そこでの失敗を学んで「後乗」（後ろの戦車）つまり現政権に活かすように進言している。

### 6. 法令を厳にせらるべき事
現存第6条は、「可被厳法令事」（「法令を厳にせらるべき事」）で、法令をおごそかにすべきことを主張している。
法の運用は国を治める基本であり、近年の法令改革を繰り返して朝令暮改で混乱した状況では「法無きにしかず」（法律がない方がましである）と厳しく批判し、漢高祖の「法三章」の逸話（秦始皇帝の複雑な法体系とは違い、「殺人・傷害・窃盗」のみを禁じた単純で運用のしやすい法律）のように簡明で、堅い石を転ばすことが難しいように、ゆるぎない堅固な法を作るべきである、と述べる。
黒板勝美は、親房の『神皇正統記』で、泰時や後醍醐天皇を評する段落にも同様の思想が現れていることを述べ、「また上古はこの法よく固かりしにや」と法律を硬さに比喩する点でもよく似ていて、思想・文体ともに父親からの影響が大きいことを指摘している。
佐藤進一は、後醍醐天皇が「綸旨万能主義」（綸旨＝「天皇の私的な命令文」によって全てを独裁的に決める主義）を理想とする非現実的政治家だったと唱え、建武の新政はそれが挫折していく過程で、のちには下部機関雑訴決断所で綸旨の検証手続きが必要とされる法令が突然定められる（＝綸旨の無謬性が減る、つまり天皇の言葉は絶対に正しいという権威が減ってしまう）など、朝令暮改を繰り返して天皇の権威が衰えていったのだと否定的に捉えた。そして、この条項についても、綸旨の権威が失墜していく様を顕家が批判したものだと解釈した。
亀田俊和もまた、所領政策の頻繁な変更や、矛盾する綸旨が出回って混乱が起きたことを顕家は指摘したのだとする。ただし、亀田は佐藤（および顕家）とは違い、後醍醐天皇の法令改革の歴史的意義については好意的に見ている。前述の「綸旨万能主義の衰退」という佐藤説についても、亀田の説では、建武政権初期の綸旨乱発は別に万能を目指したものではなく、あくまで緊急的な措置であり、雑訴決断所こそが綸旨への補完機構として本来後醍醐天皇の意図したもので、綸旨の衰退ではなく発展の過程であるという。そして、前後の歴史との比較における位置づけとしても、「鎌倉後期の法制→後醍醐天皇の雑訴決断所のシステム→高師直の初期室町幕府のシステム」という風に、法の発展経過を見ることができ、後醍醐天皇の改革は時代の流れに沿ったもので、かつ後進に受け継がれているのであるという。しかしながら、こうした改革は数年で直ちに目に見えて効果が現れるような速効性のあるものではなかったため、このように同時代人からは批判的に見られてしまったのではないか、と推測した。

### 7. 政道の益無く寓直の輩を除かるるべき事

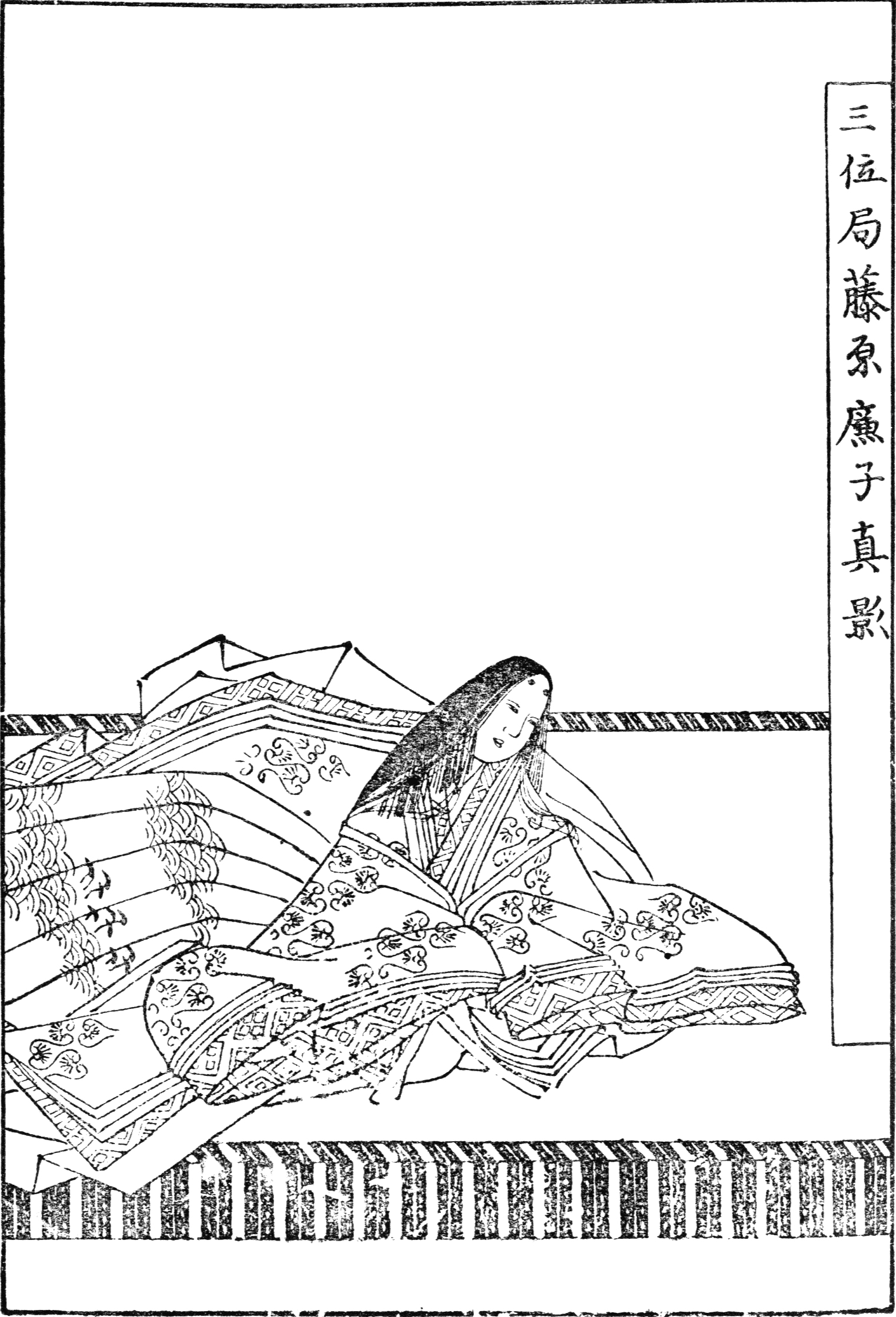
阿野廉子像（『先進繍像玉石雑誌』より）

現存第7条は、「可被除無政道之益寓直輩事」（「政道の益無く寓直（ぐうちょく）の輩を除かるるべき事」）で、政治を行う上で無益なのに天皇の側に侍っているような連中を排除すべきことを主張している。
「政治能力があれば卑しくとも取り立て、政治能力がなければ門閥出身でも取り除くべきである。現在、公卿、女官及び僧侶の中に、重要な政務を私利私欲によりむしばんでいる者が多く、政治の混乱を招いている。それは、都から遠く離れた陸奥鎮守府の辺りですら衆人から批難の的となっている」と証言する。具体的には、寵姫阿野廉子（後村上天皇の母）や側近の僧侶円観（『太平記』の主要編纂者）・文観（肖像画『後醍醐天皇像』の作者）らのことを糾弾していると考えられる。
文観は太平記など同時代の書物の中においては妖僧・怪僧のイメージで描かれており、上奏文に説得力を持たせるものになったが、21世紀に入ってから再研究が進んだ結果、太平記等で描かれていた文観の人物像は謂われのない中傷であることが示された。政僧としても護持僧や東寺長者といった宗教面の範囲内に限られており、建武の新政自体へ関与した記録は見られない。阿野廉子も太平記の中では悪女として描かれているが、「新待賢門院令旨」を発するなど実務能力は高く、後醍醐天皇崩御後は摂政・関白を置かなかった後村上天皇の体制においては国母として南朝を支えていてた。その為本条文は保守的公家層として人事政策に不満・偏見も込められたものと考えられる。

### 跋文
跋文もまた格調高い漢文で結ばれる。「私はもともと書巻を執る者であるのに（村上源氏中院家庶流北畠家は大覚寺統に和漢の学問を家業として仕えた学者の家系）、かたじけなくも鎮守府大将軍の武官を承り、二度の大遠征で命を鴻毛に斉（ひと）しいものとして、虎口を脱してきた（命を賭した戦いを凌いできた）のも、全ては陛下のためである。どうか私がこれまで述べてきた非を改め、『太平』を為して頂きたい。もしそれが叶わなければ、私は范蠡（越王勾践の覇業を助けたが王から妬まれる前に引退した賢臣）のように官職を退き、伯夷（周武王への諫言が聞き届けられず隠者となった聖賢）のように山林に入って隠者となりましょう」等々と壮烈悲愴な覚悟を述べる。